# (466757) 2015 AC133
(466757) 2015 AC133 es un asteroide perteneciente al cinturón de asteroides, descubierto el 25 de diciembre de 2005 por el equipo Spacewatch desde el Observatorio Nacional de Kitt Peak (Arizona, Estados Unidos).